# تشارلز كيلوغ
تشارلز كيلوغ (بالإنجليزية: Charles Kellogg)‏ هو إنتحال شخصية أمريكي، ولد في 2 أكتوبر 1868، وتوفي في 5 سبتمبر 1949.

## روابط خارجية
- تشارلز كيلوغ على موقع IMDb (الإنجليزية)
- تشارلز كيلوغ على موقع ميوزك برينز (الإنجليزية)